# Jessie Penn-Lewis

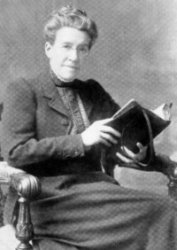
Jessie Penn-Lewis

Jessie Penn-Lewis (Neath, Zuid-Wales, 1861 - Londen, 1927) was een Welshe evangeliste en schrijfster van christelijke boeken. Haar grootvader, Samuel Jones, was een prediker in de calvinistisch-methodistische traditie
, die de nadruk legde op het opbouwen van het geestelijk leven van de gelovige.
Jessie Penn-Lewis werd op 28 februari 1861 als Jessie Elizabeth Jones geboren, als dochter van Elias and Kezia Jones. Ze leerde zichzelf het alfabet en las op 4-jarige leeftijd zelfstandig de Bijbel. Jessie trouwde op 19-jarige leeftijd met William Penn-Lewis, en zo'n anderhalf jaar later werd Jessie christen. In 1881 verhuisde het echtpaar naar Preston, en toen haar man tien jaar later een baan als accountant aangeboden kreeg in Richmond (Surrey), kwam het echtpaar terecht bij Dominee Evan Hopkins. Zij is vooral bekend geworden door haar samenwerking met de eveneens Welshe opwekkingsprediker Evan Roberts. In 1901 vertrokken ze naar Leicester, waar ze de rest van hun leven bleven wonen.
Penn-Lewis speelde net als Evan Hopkins een belangrijke rol in de Keswickbeweging (die begon als de Heiligingsbeweging) en in de opwekking in Wales (1904-1905). Haar eigen beleving van die opwekking beschreef zij in The Awakening in Wales - and Some of its Hidden Springs. Zij verzorgde Evan Roberts een jaar lang na zijn geestelijke en lichamelijke instorting en zelf had zij haar hele leven ook last van een zwakke gezondheid (zwakke longen). Zij schreef vele boeken, waaronder Oorlog tegen de Heiligen. Zij schreef dit boek samen met Evan Roberts. Zij richtte ook het christelijk maandblad The Overcomer op, dat nog bestaat als kwartaalblad. T. Austin-Sparks zat ook enige tijd in het bestuur van het blad en trok zich later terug. De reden daartoe was dat Penn-Lewis zich zozeer op de geestelijke werkelijkheid richtte, dat zij doop en avondmaal onbelangrijk vond en deze geen plaats gaf in het gemeenteleven; in plaats van de doop werd er een vlag boven het hoofd van de bekeerling gezwaaid. Deze visie vinden we ook bij de ultra-dispensationalisten, maar mevrouw Penn-Lewis behoorde niet tot die groep. Ook het onderscheid tussen man en vrouw was in haar ogen "in Christus" volkomen weggenomen. Hierin verschilt haar leer van die van de meeste theologen.

## Werken
Een selectie:
- De verovering van Kanaän - ISBN 9789491706073
- Het werk van de Heilige Geest - ISBN 9789491706035
- Sterven om te Leven - ISBN 9789086030293
- Geestelijke Strijd- ISBN 9789066590434
- Het Kruis van Golgotha- ISBN 9789070005405
- Ziel en Geest - ISBN 9789070005665
- Leven in de Geest- ISBN 9789066590939.
- Van Aangezicht tot Aangezicht - ISBN 9789070005757